# Francis Renaud

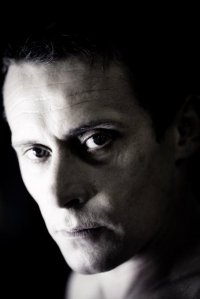
Francis Renaud (2010)

Francis Renaud (* 27. September 1967 in Thionville, Moselle, Frankreich) ist ein französischer Schauspieler, der auch als Filmregisseur und Drehbuchautor in Erscheinung trat.
Im Jahr 2000 erschien mit David Saracino, Gaëla Le Devehat und Maia Morgenstern in den Hauptrollen der erste von ihm selbst inszenierte Film. Das Drama wurde in Deutschland unter dem Titel Raveparty gezeigt.

## Filmografie (Auswahl)

### Schauspiel
- 1991: Die Dame, die im Meer spazierte (La vieille qui marchait dans la mer)
- 1996: … und jeder sucht sein Kätzchen (Chacun cherche son chat)
- 1996: Eine perfekte Liebe (Parfait amour!)
- 1997: Kommissar Navarro (Navarro, Fernsehserie, 1 Folge)
- 1999: Eine andere Welt (Du bleu jusqu’en Amérique)
- 2000: Gangster und Sohn (Petit Ben)
- 2002: Der Kodex (La mentale)
- 2003: Flausen im Kopf (Des plumes dans la tête)
- 2004: 36 tödliche Rivalen (36 Quai des Orfèvres)
- 2004: Die purpurnen Flüsse 2 – Die Engel der Apokalypse (Les Rivières pourpres II – Les anges de l’apocalypse)
- 2007: Anna M.
- 2007: Le deuxième souffle
- 2007: Scorpion – Der Kämpfer (Scorpion)
- 2008: MR 73 – Bis dass der Tod dich erlöst (MR 73)
- 2009: Die Schachspielerin (Joueuse)
- 2009: Mutants
- 2009: Un Village Français – Überleben unter deutscher Besatzung (Un village français) (TV-Serie, 3 Folgen)
- 2009: Serie in Schwarz (Suite Noire; Fernsehreihe, 1 Folge)
- 2010: Profiling Paris (Profilage, Fernsehserie, 1 Folge)
- 2011: Braquo (Fernsehserie, 5 Folgen)
- 2011: A Gang Story – Eine Frage der Ehre (Les Lyonnais)
- 2012: The Lookout – Tödlicher Hinterhalt (Le guetteur)
- 2013: Paris Countdown – Deine Zeit läuft ab (Le jour attendra)
- 2014: Among the Living – Das Böse ist hier (Aux yeux des vivants)
- 2020: Banden von Marseille (Bronx)
- 2022: Freiheit oder Tod (Vaincre ou mourir)
- 2022: Overdose
- 2024: Der Seelenfänger (Le mangeur d’âmes)

### Regie
- 2000: Raveparty (Marie, Nonna, la vierge et moi)